# Salomão Pavlovsky
Salomão Pavlovsky (Rio de Janeiro, 11 de setembro de 1924 — Sorocaba, 19 de setembro de 1997) foi um empresário e jornalista brasileiro.

## História
Nascido na então capital da República, mais especificamente no bairro de Inhaúma, Salomão Pavlovsky era filho de pais judeus europeus, do ucraniano Moisés Pavlovsky e da romena Cecília Rosemblat. Sua trajetória começou cedo, ainda criança trabalhou como engraxate e entregador de jornal para ajudar a família de imigrantes, que vinha se estabelecendo no Brasil.
Em 1957, Pavlovsky deixou a hoje capital fluminense e mudou-se para Sorocaba, no interior do estado de São Paulo, onde trabalhou com a venda de espaços publicitários. Convidado para entrar no mundo do rádio, trabalhou por 17 anos na PRD-7 Rádio Clube (rádio de Sorocaba) acumulando funções de radialista e diretor comercial da rádio e do Jornal Cruzeiro do Sul.
Na década de 70 começaram a surgir as primeiras rádios FM no país, e então, o visionário Salomão Pavlovsky habilitou-se no Ministério das Comunicações para instalar a primeira emissora FM no interior paulista. Nasce assim, em 1978 a Rádio Vanguarda FM.
Em outubro de 1990, inaugurou uma das pioneiras emissoras de televisão na frequência UHF no Brasil, a TV Sorocaba, afiliada do SBT. Este empreendimento é em sociedade com o Grupo Silvio Santos, dono do SBT, que entrou com 20% do capital necessário.
Tornou-se figura proeminente no meio político de São Paulo e com trânsito na Aliança Renovadora Nacional, partido do governo militar. Salomão consolidou-se como entrevistador político no período. Entre seus entrevistados estavam Ronald Reagan e a Rainha Elizabeth II. Era credenciado como jornalista no Palácio dos Bandeirantes e no Palácio do Planalto.

## Morte
Salomão Pavlovsky faleceu no dia 19 de setembro de 1997, oito dias após completar 73 anos de idade.

## Homenagens
Figura proeminente na sociedade e na política sorocabana, o nome de Salomão batiza o viaduto da Rodovia Castelo Branco sobre a Rodovia Senador José Ermírio de Moraes, a Castelinho, e a ponte entre a Zona Leste de Sorocaba e o bairro Santa Rosália.